# Ribellione delle Germanies
La ribellione delle Germanies fu un conflitto armato originato nel Regno di Valencia all'inizio del regnato di Carlo V d'Asburgo (Carlo I di Spagna) fra il 1519 e il 1523. Questa rivolta è uno degli elementi causante dell'accelerazione del processo di centralizzazione, della perdita di potere dell'oligarchia nobiliaria valenciana e d'una forte riduzione dei diritti del popolo valenciano. Questo movimento s'inserisce dentro le convulsioni europee che marcano la prima crisi del feudalesimo: le jacqueries francese, la rivolta dei ciompi nell'Italia in 1378, l'insurrezione inglese di 1381, la rivolta degl'irmandiños in Galizia in 1467, la Guerra dei contadini tedeschi in Germania in 1524, la Rivolta dei comuneros in Castiglia in 1520.

## Cause iniziali del conflitto

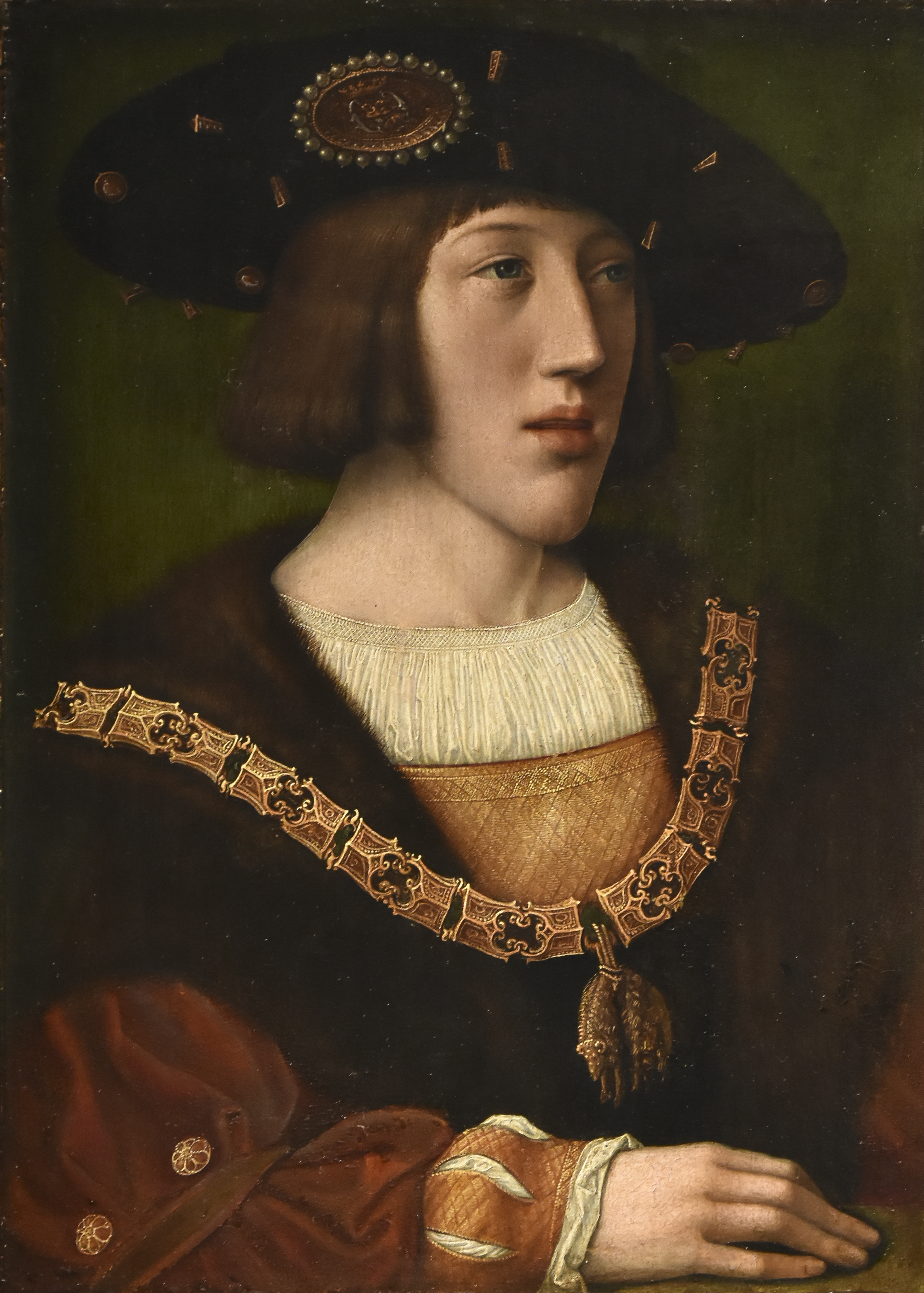
Ritratto di Carlo V d'Asburgo

Gli artigiani del Regno di Valencia avevano ottenuto, durante il regno di Ferdinando II d'Aragona, il privilegio di formare delle milizie per lottare contro le flotte barbaresche. Nel 1519, Carlo I permise la formazione di queste milizie, guidate allora da Joan Llorenç. Questa possibilità di armarsi rese più dura la rivolta delle Germanies.
Il periodo corrisponde a un episodio di difficoltà economiche. La nobiltà valenciana era fuggita da Valencia dopo un'epidemia di peste in 1519. il sollevamento prende inizialmente un carattere di una rivolta sociale. La società valenciana era allora essenzialmente borghese. Dopo la fuga della nobiltà, le classi medie e le Corporazioni delle arti e mestieri della città si impadronirono progressivamente del governo fino alla costituzione della Junta dei 13. Questa Junta era costituita da un rappresentante di ciascuna corporazione ed era incaricata di dirigere la capitale valenciana. Il re Carlo I, in quest'anno 1519, si trovava ad Aquisgrana, per preparare la sua incoronazione ad imperatore. L'unica misura presa dal suo reggente Adriano d'Utrecht (futuro papa Adriano VI), fu d'ordinare la consegna delle armi, ma nessuno dette retta a questa proibizione.

## LaJunta des 13
La Junte des 13 provò a instaurare un sistema che proibiva il lavoro libero non controllato dalle corporazioni. La germanía (di germà, fratello in valenciano) era il sistema di reclutamento delle milizia per affrontare le incursioni pirate. All'inizio, il capo fu Joan Llorenç, un uomo moderato, che morì nel 1520, quello che permise l'ingresso di giovani più radicali, comandati dal fabricante di velluto Vicent Peris.
Conseguentemente, il movimento visse una radicalizzazione progressiva, e si convertì in una guerra aperta, con episodi terribili come l'assalto e incendio del quartiere moro di Valencia, i cui abitanti erano accusati di collaborare con i nobili. La ribellione antinobiliaria si prolungò fino alle campagne con il sacco delle terre e delle proprietà dei nobili; toccò anche altri villaggi e centri urbani del regno dove si costituirono delle giunte rivoluzionare. Il vice-re di Valencia, Diego Hurtado de Mendoza, dovette fuggire prima a Dénia, e poi a Peñíscola, dove prese il comandamento delle compagnie reali. Si costituirono due focolai di resistenza: uno al nord, capitanato da Alfonso d'Aragona, duca di Segorbe; l'altro, a sud guidato dal vice-re stesso. Gli agermanats, guidati da Jaime Ros, furono sconfitti il 18 luglio 1521 dal duca di Segorbe ad Almenara e il 20 agosto 1521 ad Orihuela. D'altronde, il 25 luglio, Vicent Peris sconfisse il vice-re e i suoi cavalieri a Biar.
Tuttavia, il movimento perse la sua unità e sorsero delle discordie interne. Le campagne militare seguenti si conclusero con le sconfitte degli agermanats. La notte del 18 febbraio 1522, in un tentativo disperato, Vicent Peris s'introdusse a Valencia e chiamò a raccolta i suoi sostenitori in casa propria; ne nacque un duro scontro armato che durò tutta la notte nelle strade di Valencia e un gruppo di soldati incendiò la sua casa. Vicent Peris si arrense al capitano Diego Ladrón de Guevara. Il 3 marzo 1522, le truppe reale entrarono definitivamente a Valencia; Vicent Peris e alcuni dei suoi compagni più fedeli vennero giustiziati. Solamente le città di Xàtiva ed Alzira restò sotto la dominazione degli agermanats. La ribellione si riaccese su ordine di un misterioso personaggio conosciuto come L'Encobert, che diceva di essere l'infante Giovanni, figlio dei Re Cattolici.

## Sconfitta degliagermanats
Dopo l'assassinio di L'Encobert a Burjassot il 19 maggio 1522, per mano di due dei suoi seguaci spinti dalla ricompensa offerta dal viceré, e la caduta di Xàtiva e Alzira, arriva la sconfitta definitiva per gli agermanats. Germana de Foix fu nominata vice-regina di Valencia, che governò con mano di ferro fino alla sua morte nel 1538; ella organizzò con il marito, il Duca di Calabria, una piccola ma brillante corte. Alcune fonti parlano di 800 sentenze di morte eseguite in maniera sporadica nel corso di vari anni. Secondo altre fonti, le rappresaglie consistettero in confische e multe, specialmente contro le corporazioni, e raramente si tradussero in pene di morte. Il 23 dicembre 1524, la reggente di Valencia accordò un'amnistia per i perayres con un documento ufficiale che viene considerato come uno dei primi testi redatti in spagnolo nel Regno di Valencia. Questo ha fatto ritenere che la sconfitta degli agermanats fu una delle cause dell'imposizione di questa lingua, come rappresaglia supplementare contro gli sconfitti. La pacificazione effettiva del territorio si concretizzò nel 1528, quando il re accordò un perdono generale.

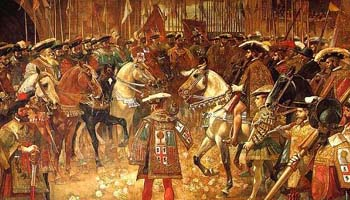
Pace delle Germaníes, dipinto di Marcelino Unceta

## Germanies nel regno di Maiorca
Il nuovo re Carlo I, nel gennaio del 1517, confermò nella sua carica sia il luogotenente Miguel de Gurrea sia il procuratore reale Francesc Burgues. Fu allora organizzato un complotto contro il Gurrea, cercando di nominare luogotenente Frederic de Santcliment, governatore di Minorca. Nel Gran i General Consell una parte dei consiglieri non vide bene questa operazione, il che favorì il mantenimento dell'incarico da parte di Gurrea.
Il movimento delle germanies ebbe ripercussione nel Regno di Maiorca. La ribellione comincia in 1521 dopo la carcerazione di sei artigiani. Come in Valencia, si costituisce una giunta formata per tredici persone (la Tretzena), che prende il controllo della capitale e rimuove il suo governatore generale, Miguel de Gurrea, che deve fuggire a Ibiza. I nobili che sopravvivono al massacro del Castello di Bellver, si rifugiano in Alcúdia, unico villaggio che resta fedele al re durante l'anno e mezzo di dominazione dell'isola per gli agermanats. In agosto 1522, Carlo V d'Asburgo manda 800 uomini per aiutare il Gurrea, che sbarca in Alcúdia per sommettere l'isola, aiutato per i nobili che lui collegano. In dicembre, egli assediano la capitale, e il 8 marzo 1523, gli agermanats si arrendono in Palma di Maiorca dopo la mediazione del vescovo. Malgrado questa mediazione, più di 200 agermanats furono giustiziati; molti altri hanno d'altronde fuggito verso la Catalogna.